# Eumerus flavicinctus
Eumerus flavicinctus är en tvåvingeart som beskrevs av de Meijere 1908. Eumerus flavicinctus ingår i släktet månblomflugor, och familjen blomflugor. Inga underarter finns listade i Catalogue of Life.